# Testamento di Mosè
Il Testamento di Mosè o Assunzione di Mosè è un apocrifo dell'Antico Testamento del I secolo d.C. Contiene indicazioni di Mosè morente a Giosuè con profezie sul futuro della nazione ebraica fino al regno di Erode il Grande. Contiene temi apocalittici, ma si presenta in gran parte come un testamento, ovvero la trasmissione delle ultime volontà di un uomo morente, Mosè.
Gli studiosi ritengono che il testo fosse stato originariamente scritto in ebraico od in un'altra lingua semitica e poi tradotto in greco koinè. L'unico manoscritto sopravvissuto, tuttavia, è a sua volta una traduzione in latino del VI secolo d.C. Tale manoscritto è incompleto ed il resto del testo è andato perduto. Basandosi sulla  Lettera di Giuda (uno scritto del Nuovo Testamento) e sulle opere di alcuni Padri della Chiesa, diversi studiosi ritengono che il Testamento di Mosè contenesse anche il racconto di una diatriba tra l'archangelo Michele e Satana circa il corpo di Mosè dopo la sua morte.